# József Tóbiás
Dans le nom hongrois Tóbiás József, le nom de famille précède le prénom, mais cet article utilise l’ordre habituel en français József Tóbiás, où le prénom précède le nom.
József Tóbiás, né le 15 juillet 1970 à Kisvárda, est un homme politique hongrois, membre du Parti socialiste hongrois (MSzP). Il est député depuis 1998 et président du MSzP de 2014 à 2016.

## Biographie

### Président du MSzP
Il est élu président du Parti socialiste hongrois le 19 juillet 2014, au cours d'un congrès extraordinaire convoqué à la suite de la défaite du centre-gauche aux élections législatives du 6 avril et aux élections européennes du 25 mai ; seul candidat en lice il recueille 92 % des voix des délégués. Deux ans plus tard, il est battu par Gyula Molnár qui lui succède à la tête du parti.